# Jesteś ładniejsza niż na zdjęciach (na zawsze)
Jesteś ładniejsza niż na zdjęciach (na zawsze) – piąty singel polskiego rapera Bedoesa z jego trzeciego albumu studyjnego, zatytułowanego Opowieści z Doliny Smoków. Singel został wydany 17 października 2019.
Nagranie otrzymało w Polsce status diamentowego singla, przekraczając liczbę 100 tysięcy sprzedanych kopii.

## Geneza utworu i historia wydania
Utwór napisali i skomponowali Borys Przybylski i Kamil Łanka, który również odpowiada za produkcję utworu.
Singel ukazał się w formacie digital download 17 października 2019 w Polsce za pośrednictwem wytwórni płytowej SBM Label. Piosenka została umieszczona na trzecim albumie studyjnym Bedoesa – Opowieści z Doliny Smoków.

## Lista utworów
- Digital download[2]

1. „Jesteś ładniejsza niż na zdjęciach (na zawsze)” – 3:35

## Certyfikaty
| Kraj          | Certyfikat       | Sprzedaż |
| ------------- | ---------------- | -------- |
| Polska (ZPAV) | diamentowa płyta | 100 000+ |